# Puig de la Nau
El Puig de la Nau és una muntanya del País Valencià. Es troba al municipi de Benicarló, a la comarca del Baix Maestrat.

## Particularitats
Aquesta muntanya d'altitud moderada és una petita alineació muntanyosa orientada d'est a oest que s'alça uns 5 km al nord de Benicarló. Hi han dos tossals ben diferenciats i al cim del que està situat més a l'est hi ha l'ermita dels Sants Màrtirs Abdó i Senén que es troba en estat de ruïna.
Al vessant oriental, s'hi troben importants jaciments prehistòrics que abasten des del Bronze fins a la primera època cristiana i que tenen la seua esplendor en els segles V i VI aC, però no evidencien els orígens ibers de l'actual Benicarló.
Hi ha també una vasta zona degradada per una antiga pedrera tot just sota el poblat ibèric.